# Paul Giordimaina
Paul Giordimaina (28 april 1960) is een Maltees zanger.

## Biografie
Giordimaina is vooral bekend vanwege zijn deelname aan het Eurovisiesongfestival 1991, samen met Georgina Abela. Met hun bijdrage Could it be eindigde Malta op de zesde plek, de beste prestatie tot dan toe. In 1993, 2003 en 2006 waagde hij wederom zijn kans in de Maltese preselectie, evenwel zonder succes.
1971: Joe Grech · 
1972: Helen & Joseph · 
1975: Renato · 
1991: Paul Giordimaina & Georgina · 
1992: Mary Spiteri · 
1993: William Mangion · 
1994: Chris & Moira · 
1995: Mike Spiteri · 
1996: Miriam Christine · 
1997: Debbie Scerri · 
1998: Chiara · 
1999: Times Three · 
2000: Claudette Pace · 
2001: Fabrizio Faniello · 
2002: Ira Losco · 
2003: Lynn Chircop · 
2004: Julie & Ludwig · 
2005: Chiara · 
2006: Fabrizio Faniello · 
2007: Olivia Lewis · 
2008: Morena · 
2009: Chiara · 
2010: Thea Garrett · 
2011: Glen Vella · 
2012: Kurt Calleja · 
2013: Gianluca Bezzina · 
2014: Firelight · 
2015: Amber · 
2016: Ira Losco · 
2017: Claudia Faniello · 
2018: Christabelle · 
2019: Michela · 
2021: Destiny Chukunyere · 
2022: Emma Muscat · 
2023: The Busker · 
2024: Sarah Bonnici · 
2025: Miriana Conte
- International Standard Name Identifier: 0000 0004 9273 2179
- MusicBrainz: d1e45566-b976-4153-9011-72e53635d318
- Virtual International Authority File: 1164154381063030291855